# Florent od Hainauta
Florent od Hainauta (ili Floris; grč. Φλωρέντιος; o. 1255. – 23 siječnja 1297.) bio je knez (princ) Ahaje de iure uxoris – "po pravu svoje supruge".
Bio je sin Ivana I. od Hainauta i njegove jedine žene, gospe Adelajde Holandske, te je od svoga oca dobio u posjed Zeêland.
Kralj Karlo II. Napuljski uzeo je Florenta pod svoju zaštitu.

## Brak
Florent je 16. rujna 1289. oženio princezu Ahaje, gospu Izabelu od Villehardouina, koja mu je rodila samo jedno dijete, kćer Matildu, koja je bila njegova i Izabelina nasljednica te supruga vojvode Atene, Guya II. Sa svojom je suprugom Florent otišao na Peloponez te je poslao, nakon što su Grci zauzeli Kalamátu, glasnika caru Androniku II.